# Dr. Belisario Domínguez
Dr. Belisario Domínguez är en kommun i Mexiko.   Den ligger i delstaten Chihuahua, i den nordvästra delen av landet, 1 200 km nordväst om huvudstaden Mexico City. Antalet invånare är 2 911. Arean är 636 kvadratkilometer.
Terrängen i Dr. Belisario Domínguez är huvudsakligen kuperad, men den allra närmaste omgivningen är platt.